# Carmen Hart
Carmen Hart (née le 12 mars 1984) est le nom de scène d'une actrice pornographique et danseuse exotique américaine.

## Prix et nominations

### Prix
- 2007 - AVN Award Meilleure Scène de Sexe de Groupe, pour le film Fuck[1]
- 2007 - Adam Film World Guide Award – Contract Starlet of the Year – Wicked Pictures[2]
- 2007 - Venus Award – Meilleur Nouveau Venu[3]

### Nominations
- 2007 - AVN Award – Best Supporting Actress, Film – Manhunters[4]
- 2008 - AVN Award de la Meilleure Actrice – Vidéo – Juste Entre Nous[5]
- 2008 - XBIZ Award – Interprète Féminine de l'Année[6]
- 2009 - AVN Award pour la Meilleure Actrice – Licencié[7]